# Adventures of Captain Marvel
Adventures of Captain Marvel è un serial cinematografico, composto da 12 episodi, del 1941 prodotto da Republic Pictures e diretto da William Witney e John English.
Il serial è basato sul personaggio dei fumetti di Capitan Marvel della Fawcett Comics ideato da Bill Parker e C.C. Beck nel 1940.
Ogni episodio veniva proiettato per una settimana nello stesso cinema. La conclusione di ogni episodio era caratterizzata da un cliffhanger, ovvero dal finale aperto, in sospeso, per invitare il pubblico ad andare al cinema anche la settimana successiva.
Adventures of Captain Marvel rappresenta il ventunesimo dei 66 serial cinematografici prodotti dalla Republic e segna il loro primo adattamento di un personaggio dei fumetti per il grande schermo, escludendo le strisce a fumetti. Questo serial è riconosciuto come il primo film di supereroi tratto da un fumetto.
La trama vede Captain Marvel impegnato in una storia originale per il cinema, dove combatten contro uno spietato genio criminale mascherato chiamato Scorpion. Quest'ultimo è determinato a impadronirsi di un'antica arma, raffigurata come uno scorpione metallico di grandi dimensioni con zampe regolabili, coda e lenti rimovibili. Per attivare il potente raggio dell'arma, è necessario allineare correttamente le sue parti.

## Trama
Billy Batson durante una spedizione archeologica alla ricerca del segreto del Regno dello Scorpione nella Valle delle Tombe vulcaniche di Siam. Durante questa missione, scoprono lo Scorpione d'Oro, un potente dispositivo nascosto in una cripta sigillata. Quando le lenti al quarzo del dispositivo si allineano accidentalmente, viene emesso un potente raggio di energia che sigilla nuovamente la cripta. Solo Billy, un giovane conduttore radiofonico, che ha obbedito all'avvertimento di non entrare, viene scelto dal mago Shazam e ottiene i poteri di Captain Marvel. Billy si trasformerà in Captain Marvel ogni qualvolta che pronuncerà il nome del mago. I poteri di Captain Marvel possono essere utilizzati solo per proteggere coloro che sono in pericolo a causa della maledizione dello Scorpione d'Oro.
Il gruppo decide di dividere le lenti del potere tra di loro, ma uno spietato criminale conosciuto come Scorpion, vestito di nero e incappucciato, ruba il dispositivo e inizia a cercare le lenti. Captain Marvel, con i suoi poteri, cerca di contrastare i piani di Scorpion, ma molti membri della spedizione vengono uccisi nel mentre. Billy sospetta che Scorpion, che sembra sempre sapere cosa succede, sia uno degli scienziati della spedizione e condivide i suoi sospetti con i suoi amici Betty Wallace e Whitey Murphy.
Dopo aver scoperto che una delle lenti è stata lasciata appositamente nella cripta, il gruppo decide di recuperarla. Tornano con una nave mercantile in Siam, dove, vicino alla costa, sopravvivono a malapena ad un tifone prima di essere finalmente salvati da Captain Marvel. Alla fine riescono a recuperare la lente, ma viene nuovamente rubata dal Scorpion. Scorpion assiste per caso, da lontano, alla trasformazione di Captain Marvel in Billy. Così Scorpion decide di catturarlo e, sotto interrogatorio, si trasforma in Captain Marvel usando la parola magica "Shazam". Rivelando l'identità di Scorpion come uno degli ultimi scienziati superstiti, quest'ultimo viene ucciso da un nativo siamese che utilizza il potere delle lenti.
Captain Marvel decide di distruggere il pericoloso Scorpione d'Oro, gettandolo nella lava di un vulcano. Con la distruzione del dispositivo, Billy Batson viene trasformato definitivamente in se stesso, ponendo fine alla minaccia del dispositivo e della maledizione.

## Interpreti e personaggi
- Captain Marvel, interpretato da Tom Tyler
  - Billy Batson, interpretato da Frank Coghlan, Jr.
- Whitey Murphy, interpretato da William Benedict
- Betty Wallace, interpretata da Louise Currie
- John Malcolm, interpretato da Robert Strange
- Prof. Luther Bentley, interpretato da Harry J. Worth
- Harry Carlyle (capitoli 1-3), interpretato da Bryant Washburn
- Tal Chotali, interpretato da John Davidson
- Dr. Stephen Lang (capitoli 1-9), interpretato da George Pembroke
- Prof. Dwight Fisher (capitoli 1-6), interpretato da Peter George Lynn
- Rahman Bar (capitoli 1, 11 e 12), interpretato da Reed Hadley
- Howell (capitolo 1), interpretato da Jack Mulhall
- Barnett (capitoli 2-10), interpretato da Kenneth Duncan
- Shazam (capitolo 1), interpretato da Nigel De Brulier
- Cowan (capitoli 2-10), interpretato da John Bagni
- Martin (capitoli 3-9), interpretato da Carleton Young
- Maggiore Rawley (capitolo 1), interpretato da Leland Hodgson
- Owens (capitoli 3-5), interpretato da Stanley Price
- Akbar (capitoli 11-12), interpretato da Ernest Sarracino
- Chan Lai (capitolo 4), interpretato da Tetsu Komai
- Il quinto nativo, interpretato da Steve Clemente (non accreditato)
- La voce di Scorpion, doppiata da Gerald Mohr (non accreditato)
- Il maggiordomo di Bentley, interpretato da Ken Terrell (non accreditato)

## Produzione
Adventures of Captain Marvel, prodotto dalla Republic, aveva un budget iniziale di 135 553 dollari statunitensi, ma il costo finale si attestò a 145 588 dollari, registrando un aumento di 10 035 dollari o del 7,4%. La fase di produzione si svolse dal 23 dicembre 1940 al 30 gennaio 1941, e il titolo di lavorazione del progetto era Captain Marvel. Il numero di produzione assegnato al serial era 1098.
Il serial rappresenta il risultato di un lungo e infruttuoso tentativo da parte della Republic di ottenere i diritti di licenza del personaggio di Superman della National Periodical Publications (oggi DC Comics). Paramount Pictures aveva già garantito in esclusiva i diritti di distribuzione cinematografica di Superman per una serie di cartoni animati a colori prodotta dallo studio Fleischer. La licenza esclusiva concessa da National Comics a Paramount impediva ad altre case cinematografiche di utilizzare il personaggio di Superman, anche in produzioni non animate. Nonostante ciò, il copione della Republic fu modificato e presentato con un nuovo eroe mascherato, Copperhead, in sostituzione di Superman. In seguito, Copperhead diventò il protagonista del serial intitolato Mysterious Doctor Satan. Successivamente, la Republic si rivolse a Fawcett Comics per ottenere i diritti di adattamento del loro popolare supereroe Captain Marvel, e Fawcett acconsentì.
Il regista William Witney, tuttavia, era scettico sull'adattamento di Captain Marvel dopo le difficoltà incontrate con Superman. Nonostante le riserve, Adventures of Captain Marvel divenne la prima trasposizione cinematografica di un personaggio dei fumetti.
National tentò di intraprendere azioni legali per impedire alla Republic di sviluppare il personaggio di maggior successo della loro rivale, citando il precedente fallimento nel tentativo di adattare un serial su Superman. Tuttavia, il tentativo di National non ebbe successo, e la produzione di Captain Marvel continuò. William Witney rivelò nel suo libro autobiografico dell'epoca che, nella sua deposizione in tribunale, aveva sostenuto che sia Superman che Captain Marvel erano derivati da Braccio di Ferro. Circa dieci anni dopo, in seguito ad una lunga battaglia legale con National e al declino del mercato dei fumetti, Fawcett interruppe la pubblicazione di tutti i suoi titoli a fumetti. Negli anni '70 i personaggi dormienti della famiglia di Captain Marvel furono concessi in licenza e successivamente acquisiti dalla DC Comics, ponendo così un epilogo alla saga Fawcett/DC.
Le scene iniziali ambientate in ambito militare nel serial furono riciclate da riprese del film del 1938 della Republic, Storm Over Bengal.

### Cast
Republic scelse Frank Coghlan per interpretare Billy Batson a causa della sua somiglianza fisica con il personaggio. Tuttavia, ci furono alcune critiche riguardo al fatto che Tom Tyler non assomigliasse sufficientemente al «forte e vispo Captain Marvel». All'epoca, Tyler era un campione di sollevamento pesi, e il costume utilizzato nel serial rispecchiava l'aspetto originale del Captain Marvel dei fumetti, incluso il fatto che fosse snodato. Al momento della pubblicazione del serial, l'aspetto di Captain Marvel era cambiato a causa della modifica apportata dal fumettista di Fawcett, C.C. Beck, nel modo in cui disegnava il personaggio.
Tyler veniva descritto come goffo, spesso rovesciava oggetti con le sue «braccia lunghe». Durante le scene di lotta, i pugni a volte si scontravano.
Nonostante la convincente interpretazione in King of the Royal Mounted, l'attore Robert Strange (nel ruolo di John Malcolm) sembrava essere la scelta ovvia per interpretare Scorpion. Tuttavia, alla fine del serial si rivelò essere solo una distrazione e non il vero cattivo.

### Costume
Una delle tuniche di Captain Marvel è stata successivamente utilizzata come costume per un membro del consiglio scientifico kryptoniano nel primo episodio della serie televisiva Adventures of Superman, girato nel 1951. In questa occasione, il fulmine sulla tunica era parzialmente nascosto da un colletto oversize intorno al collo dell'attore.
Dopo l'apparizione nella serie televisiva di Superman, due tuniche di Captain Marvel furono indossate da attori nei primi episodi della pionieristica serie TV di fantascienza statunitense Space Patrol. Tuttavia, ben presto nella serie, queste tuniche di Captain Marvel furono sostituite da camicie fatte su misura.
Attualmente, al Science Fiction Museum and Hall of Fame di Seattle è in mostra pubblica una delle rimanenti tuniche di Captain Marvel.

## Distribuzione

### Distribuzione cinematografica
Adventures of Captain Marvel è stato ufficialmente pubblicato il 28 marzo 1941, sebbene questa data segnasse in realtà la disponibilità del sesto capitolo per gli scambi cinematografici. Il serial è stato ripubblicato il 15 aprile 1953 con il titolo Return of Captain Marvel, in concomitanza con le prime proiezioni di Jungle Drums of Africa e Canadian Mounties vs. Atomic Invaders. Nel contesto della crescente mania per i supereroi negli Stati Uniti durante la primavera del 1966, catalizzata dal successo della serie televisiva Batman, il serial è stato prontamente rimesso in circolazione, questa volta come un lungometraggio completo della durata di quasi quattro ore.
In questa nuova versione, tutti e 12 i capitoli sono stati concatenati senza interruzioni, ciascuno aprendosi con le scene finali del capitolo precedente e un riassunto della trama. Questa presentazione costringeva il pubblico a rivivere una sintesi degli eventi appena mostrati nel capitolo precedente.

### Home media
La Republic Pictures ha lanciato il serial inizialmente come un set VHS contenente due videocassette nel 1995, seguito da una distribuzione in formato DVD a due dischi nel 2003. Successivamente, Kino International ha pubblicato il serial in formato Blu-ray il 19 settembre 2017. Questa edizione include una traccia di commento audio fornita da rinomati storici del cinema come Jerry Beck, Chris Eberle, Shane Kelly, Boyd Magers, Leonard Maltin, Adam Murdough, Constantine Nasr, Donnie Waddell, Tom Weaver e JD Witney.